# نيكو دي وولف
نيكو دي وولف (بالهولندية: Nico de Wolf)‏ (و. 1887 – 1967 م) هو لاعب كرة قدم، من مملكة هولندا، ولد في آبلدورن، شارك في الألعاب الأولمبية الصيفية 1912، يلعب كلاعب وسط، توفي في دوسبورخ، عن عمر يناهز 80 عاماً.

## روابط خارجية
- نيكو دي وولف على موقع قاعدة بيانات كرة القدم.إي يو (الإنجليزية)
- نيكو دي وولف على موقع ناشيونال فوتبول تيمز (الإنجليزية)
- نيكو دي وولف على موقع عالم كرة القدم.نت (الإنجليزية)
- نيكو دي وولف على موقع أوليمبيديا (الإنجليزية)